# Sunland (California)
Sunland è un insediamento abbandonato nella contea di Inyo in California. Si trova a un'altitudine di 4 209 piedi pari a 1 283 metri.